# ヴェネツィア国際映画祭 FIPRESCI賞
ヴェネツィア国際映画祭 FIPRESCI賞（ヴェネツィアこくさいえいがさい フィプレシしょう、Premio FIPRESCI alla Mostra del Cinema di Venezia）はヴェネツィア国際映画祭で授与される賞のひとつで、国際映画批評家連盟賞とも呼ばれる。

## 概要
公式の賞とは別に設けられている独立賞だが、専門の批評家らによる評価として例年高い注目を集める。
カンヌ国際映画祭やベルリン国際映画祭など、大きな映画祭の期間中にFIPRESCI（国際映画批評家連盟）が映画の最前線を体現するとみなした作品に授与するもので、ヴェネツィア国際映画祭では1948年から授与している。
日本の作品では小林正樹監督『上意討ち 拝領妻始末』と竹中直人監督『無能の人』、濱口竜介監督『悪は存在しない』 の3作品が受賞している。

## 受賞作品
| 開催年 | 題名 原題                                                                      | 監督                                                | 製作国                   |
| ------ | ------------------------------------------------------------------------------ | --------------------------------------------------- | ------------------------ |
| 1948   | Sotto il sole di Roma                                                          | レナート・カステラーニ                              | イタリア                 |
| 1950   | オルフェ Orphée                                                                | ジャン・コクトー                                    | フランス                 |
| 1952   | 夜ごとの美女 Les belles de nuit                                                | ルネ・クレール                                      | フランス                 |
| 1956   | 居酒屋 Gervaise                                                                | ルネ・クレマン                                      | フランス                 |
| 1956   | Calle Mayor                                                                    | フアン・アントニオ・バルデム                        | スペイン                 |
| 1957   | 大河のうた অপরাজিত                                                               | サタジット・レイ                                    | インド                   |
| 1959   | 灰とダイヤモンド Popioł i diament                                              | アンジェイ・ワイダ                                  | ポーランド               |
| 1960   | El cochecito                                                                   | マルコ・フェレーリ                                  | イタリア                 |
| 1960   | 若者のすべて Rocco e i suoi fratelli                                           | ルキノ・ヴィスコンティ                              | イタリア                 |
| 1961   | Il brigante                                                                    | レナート・カステラーニ                              | イタリア                 |
| 1962   | 水の中のナイフ Nóż w wodzie                                                    | ロマン・ポランスキー                                | ポーランド               |
| 1963   | 死刑執行人 El Verdugo                                                          | ルイス・ガルシア・ベルランガ                        | スペイン                 |
| 1964   | 赤い砂漠 Il deserto rosso                                                      | ミケランジェロ・アントニオーニ                      | イタリア フランス        |
| 1965   | 砂漠のシモン Simón del desierto                                                | ルイス・ブニュエル                                  | メキシコ                 |
| 1966   | アルジェの戦い La battaglia di Algeri                                          | ジッロ・ポンテコルヴォ                              | イタリア アルジェリア    |
| 1967   | 中国は近い La Cina e vicina                                                    | マルコ・ベロッキオ                                  | イタリア                 |
| 1967   | 上意討ち 拝領妻始末                                                            | 小林正樹                                            | 日本                     |
| 1972   | 株式会社 ザ・カンパニー সীমাবদ্ধ                                                  | サタジット・レイ                                    | インド                   |
| 1979   | Passe montagne                                                                 | ジャン＝フランソワ・ステヴナン                      | フランス                 |
| 1979   | Bougo, les funérailles du vieil Anaï                                           | ジャン・ルーシュ                                    | フランス                 |
| 1980   | アレクサンダー大王 Μεγαλέξανδρος                                               | テオ・アンゲロプロス                                | ギリシャ                 |
| 1981   | 鉛の時代 Die bleierne Zeit                                                     | マルガレーテ・フォン・トロッタ                      | 西ドイツ                 |
| 1981   | ドリー・ベルを憶えている? Sjecas li se Dolly Bell?                             | エミール・クストリッツァ                            | ユーゴスラビア           |
| 1982   | ことの次第 Der Stand der Dinge                                                 | ヴィム・ヴェンダース                                | 西ドイツ                 |
| 1982   | ロマノフ王朝の最期 Аго́ния                                                      | エレム・クリモフ                                    | ソビエト連邦             |
| 1983   | ファニーとアレクサンデル Fanny och Alexander                                   | イングマール・ベルイマン                            | スウェーデン             |
| 1983   | 感情の力 Die Macht der Gefühle                                                 | アレクサンダー・クルーゲ                            | 西ドイツ                 |
| 1985   | 冬の旅 Sans toit ni loi                                                        | アニエス・ヴァルダ                                  | フランス                 |
| 1986   | 緑の光線 Le Rayon Vert                                                         | エリック・ロメール                                  | フランス                 |
| 1986   | 無秩序 Désordre                                                                | オリヴィエ・アサイヤス                              | フランス                 |
| 1987   | 偽りの晩餐 Lunga vita alla signora!                                            | エルマンノ・オルミ                                  | イタリア                 |
| 1988   | 霧の中の風景 Τοπίο στην ομίχλη                                                 | テオ・アンゲロプロス                                | ギリシャ                 |
| 1988   | ハイ・ホープス High Hopes                                                      | マイク・リー                                        | イギリス                 |
| 1989   | デカローグ Dekalog                                                             | クシシュトフ・キェシロフスキ                        | ポーランド               |
| 1989   | 愛さずにいられない Un monde sans pitié                                         | エリック・ロシャン                                  | フランス                 |
| 1991   | 紅夢 大紅灯篭高高掛                                                            | チャン・イーモウ                                    | 中国                     |
| 1991   | 無能の人                                                                       | 竹中直人                                            | 日本                     |
| 1992   | 愛を弾く女 Un cœur en hiver                                                    | クロード・ソーテ                                    | フランス                 |
| 1993   | ショート・カッツ Short Cuts                                                    | ロバート・アルトマン                                | アメリカ合衆国           |
| 1993   | Bad Boy Bubby                                                                  | ロルフ・デ・ヒーア                                  | オーストラリア           |
| 1994   | ビフォア・ザ・レイン Пред дождот                                               | ミルチョ・マンチェフスキ                            | 北マケドニア             |
| 1994   | 愛情萬歳                                                                       | ツァイ・ミンリャン                                  | 台湾                     |
| 1995   | 愛のめぐりあい Al di là delle nuvole                                           | ミケランジェロ・アントニオーニ ヴィム・ヴェンダース | イタリア フランス ドイツ |
| 1995   | シクロ Xích lô                                                                 | トラン・アン・ユン                                  | ベトナム                 |
| 1996   | ポネット Ponette                                                               | ジャック・ドワイヨン                                | フランス                 |
| 1996   | a.b.c.の可能性 L' Âge des possibles                                            | パスカル・フェラン                                  | フランス                 |
| 1996   | ドレス De jurk                                                                 | アレックス・ファン・ヴァーメルダム                  | オランダ                 |
| 1999   | 風が吹くまま باد ما را خواهد برد                                               | アッバス・キアロスタミ                              | イラン                   |
| 1999   | マルコヴィッチの穴 Being John Malkovich                                        | スパイク・ジョーンズ                                | アメリカ合衆国           |
| 2000   | チャドルと生きる دایره                                                         | ジャファール・パナヒ                                | イラン                   |
| 2001   | 白と黒の恋人たち Sauvage Innocence                                             | フィリップ・ガレル                                  | フランス                 |
| 2002   | オアシス 오아시스                                                              | イ・チャンドン                                      | 韓国                     |
| 2003   | 楽日 不散                                                                      | ツァイ・ミンリャン                                  | 台湾                     |
| 2004   | うつせみ 빈집                                                                  | キム・ギドク                                        | 韓国                     |
| 2005   | グッドナイト&グッドラック Good Night, and Good Luck.                           | ジョージ・クルーニー                                | アメリカ合衆国           |
| 2005   | The Wild Blue Yonder                                                           | ヴェルナー・ヘルツォーク                            | ドイツ                   |
| 2006   | クイーン The Queen                                                             | スティーヴン・フリアーズ                            | イギリス                 |
| 2006   | ウェン・ザ・リーブス・ブローク When the Levees Broke: A Requiem in Four Acts   | スパイク・リー                                      | アメリカ合衆国           |
| 2007   | クスクス粒の秘密 La graine et le mulet                                         | アブデラティフ・ケシシュ                            | フランス                 |
| 2007   | Man from Plains                                                                | ジョナサン・デミ                                    | アメリカ合衆国           |
| 2011   | SHAME -シェイム- Shame                                                         | スティーヴ・マックイーン                            | イギリス                 |
| 2012   | ザ・マスター The Master                                                        | ポール・トーマス・アンダーソン                      | アメリカ合衆国           |
| 2013   | トム・アット・ザ・ファーム Tom à la ferme                                      | グザヴィエ・ドラン                                  | カナダ                   |
| 2014   | ルック・オブ・サイレンス The Look of Silence                                   | ジョシュア・オッペンハイマー                        | デンマーク               |
| 2015   | Sangue del mio sangue                                                          | マルコ・ベロッキオ                                  | イタリア                 |
| 2016   | 女の一生 Une Vie                                                               | ステファヌ・ブリゼ                                  | フランス                 |
| 2017   | エクス・リブリス ニューヨーク公共図書館 Ex Libris: The New York Public Library | フレデリック・ワイズマン                            | アメリカ合衆国           |
| 2018   | サンセット Napszállta                                                          | ネメシュ・ラースロー                                | ハンガリー               |
| 2019   | オフィサー・アンド・スパイ J'accuse                                            | ロマン・ポランスキー                                | フランス イタリア        |
| 2020   | 夢追い人                                                                       | チャイタニヤ・タームハネー                          | インド                   |
| 2021   | あのこと L’Événement                                                           | オードレイ・ディヴァン                              | フランス                 |
| 2022   | アルゼンチン1985 〜歴史を変えた裁判〜 Argentina, 1985                          | サンティアゴ・ミトレ                                | フランス                 |
| 2022   | Autobiography （英語版）                                                       | Makbul Mubarak                                      | インドネシア他           |
| 2023   | 悪は存在しない Evil Does Not Exist                                             | 濱口竜介                                            | 日本                     |
| 2023   | An Endless Sunday                                                              | Alain Parroni                                       | イタリア、ドイツ         |